# 대한민국-파라과이 관계
대한민국-파라과이 관계(Paraguay–South Korea relations)는 파라과이와 대한민국 간의 외교 관계이다. 양국은 1962년 6월 15일 수교했다. 파라과이는 서울특별시에 대사관을, 대한민국은 아순시온에 대사관을 두고 있다. 파라과이에는 약 6,000명의 한국계 사람들이 살고 있다.